# Antonino Occhipinti
Antonino 'Nino' Occhipinti (Vittoria, 23 luglio 1919 – 23 ottobre 1999) è stato un politico italiano.

## Biografia
Avvocato, fin dalla gioventù milita nel Movimento Sociale Italiano, con il quale viene eletto all'Assemblea Regionale Siciliana per tre volte, nel 1951, nel 1955 e nel 1959, rimanendo in carica fino al novembre 1962, quando si dimette dal seggio e lascia il partito.
In seguito si trasferisce a Roma, esercitando la professione forense, abbandonando per diversi anni la militanza politica. Successivamente passa al Partito Socialista Democratico Italiano, venendo eletto al Senato della Repubblica nel 1976, restando in carica nella VII Legislatura. Ricopre il ruolo di Sottosegretario al ministero dell'Interno durante il Governo Andreotti V, nel 1979. 
Anche suo figlio Gianfranco Occhipinti è stato deputato del PSDI dal 1992 al 1994.